# آن نجوغو

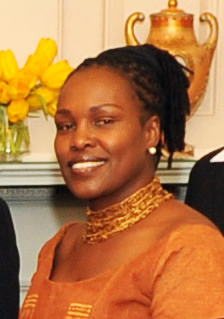
آن نجوغو في عام 2010

آن نجوغو (بالإنجليزية: Ann Njogu)‏ هي ناشطة كينية. شغلت نجوغو في عام 2010 منصب مديرة مركز التثقيف والتوعية بحقوق الإنسان، والذي وثّق من بين أشياء أخرى الإعتداء الجنسي والعنف القائم على أساس نوع الجنس بعد الانتخابات الرئاسية الكينية في عام 2007. كانت نجوغو ضمن جماعة المُندين الذين ضغطوا سياسيًا من أجل تشريع قانون الجرائم الجنسية في كينيا، والذي أصبح قانونًا في عام 2006.

## خلفية عن حياتها
بالإضافة إلى عملها المتعلق بالعنف الجنسي والجنساني، كانت نجوغو رئيس مشارك في لجنة متعددة القطاعات المعنية بالإصلاح الدستوري، والرئيس المشارك لمنتدى الحوار المشترك حول الإصلاح الدستوري، ومندوبةً لمؤتمر بوماس الوطني حول الدستور المعني بالإصلاحات الدستورية. وفي عام 2007، تعرضت نجوغو للاعتداء والاعتقال من قِبًل قوات أمن الدولة لمطالبتها أعضاء البرلمان بمراجعة رواتبهم، والتي كانت كبيرة جدًا على الرغم من مستويات الفقر في كينيا. قدمت هي والآخرون الذين تم اعتقالهم مرجعًا دستوريًا معروفًا باسم «آن نجوغو وآخرين مقابل الدولة»، والذي نجح في الحد من الوقت الذي يمكن فيه احتجاز مواطن كيني لمدة 24 ساعة. وفي عام 2008، شاركت في تنظيم مؤتمر المجتمع المدني، الذي عمل على تحسين سياسات التعامل مع العنف القائم على أساس نوع الجنس في أعقاب الانتخابات الكينية في ديسمبر 2007.
تعرضت نجوغو في عام 2008 للضرب والتحرش الجنسي من قِبَل قوات الشرطة عندما ألقت القبض عليها وعلى آخرين بسبب مناداتها بفتح تحقيق عن الفساد المعلق ببيع فندق غراند ريجنسي.
حصلت نجوغو على جائزة نساء الشجاعة الدولية لعام 2010.
تم اتهامها هي وابنها في عام 2012 بالاعتداء على والدها ولكن تمت تبرئتهم في عام 2013.